# Dianthus libanotis
Dianthus libanotis är en nejlikväxtart som beskrevs av Jacques-Julien Houtou de La Billardière. Dianthus libanotis ingår i släktet nejlikor, och familjen nejlikväxter. Inga underarter finns listade i Catalogue of Life.